# Pęczerzyno
Pęczerzyno (deutscher Name: Panzerin) ist ein Dorf in der polnischen Woiwodschaft Westpommern. Es gehört zur Gemeinde Brzeżno (Briesen) im Kreis Schivelbein.

## Geographische Lage
Pęczerzyno liegt elf Kilometer südwestlich der Kreisstadt Świdwin (Schivelbein) an einer Nebenstraßenverbindung zwischen Słonowice (Schlönwitz) und Więcław (Venzlaffshagen). Der Ort wurde in der Form eines Angerdorfes angelegt. Im Süden wird das Dorf vom Stara Rega (Fuchsfließ) begrenzt, im Südwesten durch den Jez. Pęczerzyno (Panzeriner See). Die beschaulich-reizvolle Landschaft zwischen Fuchsfließ und dem See nannte man in deutscher Zeit "Panzeriner Schweiz".

## Ortsgeschichte
Bereits im Jahre 1337 wird Panzerin im Landbuch der Neumark erwähnt, damals bereits mit einer Kirche. Im 15. Jahrhundert waren hier die von Kankelwitz ansässig. Im Jahre 1540 kommt Partzerin an den Johanniterorden.
Im Jahre 1690 wird Christian Dopke als Besitzer von Panzerin genannt.
382 Einwohner in 95 Haushaltungen zählte die 1016,3 Hektar große Gemeinde im Jahre 1939. Im Ort waren 21 Bauern ansässig. Bis 1932 gehörte Panzerin zum Landkreis Schivelbein, bis dieser on dem Landkreis Belgard (Persante) aufging.
Mit den Gemeinden Schlönwitz und Polchlep bildete Panzerin den Amts- und Standesamtsbezirk Schlönwitz und lag im Bereich des Amtsgerichts Schivelbein.
Am 6. März 1945 besetzten polnische Truppen den Ort. Im Herbst 1945 setzte die Vertreibung der einheimischen Bevölkerung ein. Panzerin kam als Pęczerzyno in polnische Hand und ist heute ein Ortsteil der Gmina Brzeżno im Powiat Świdwiński.

## Kirche

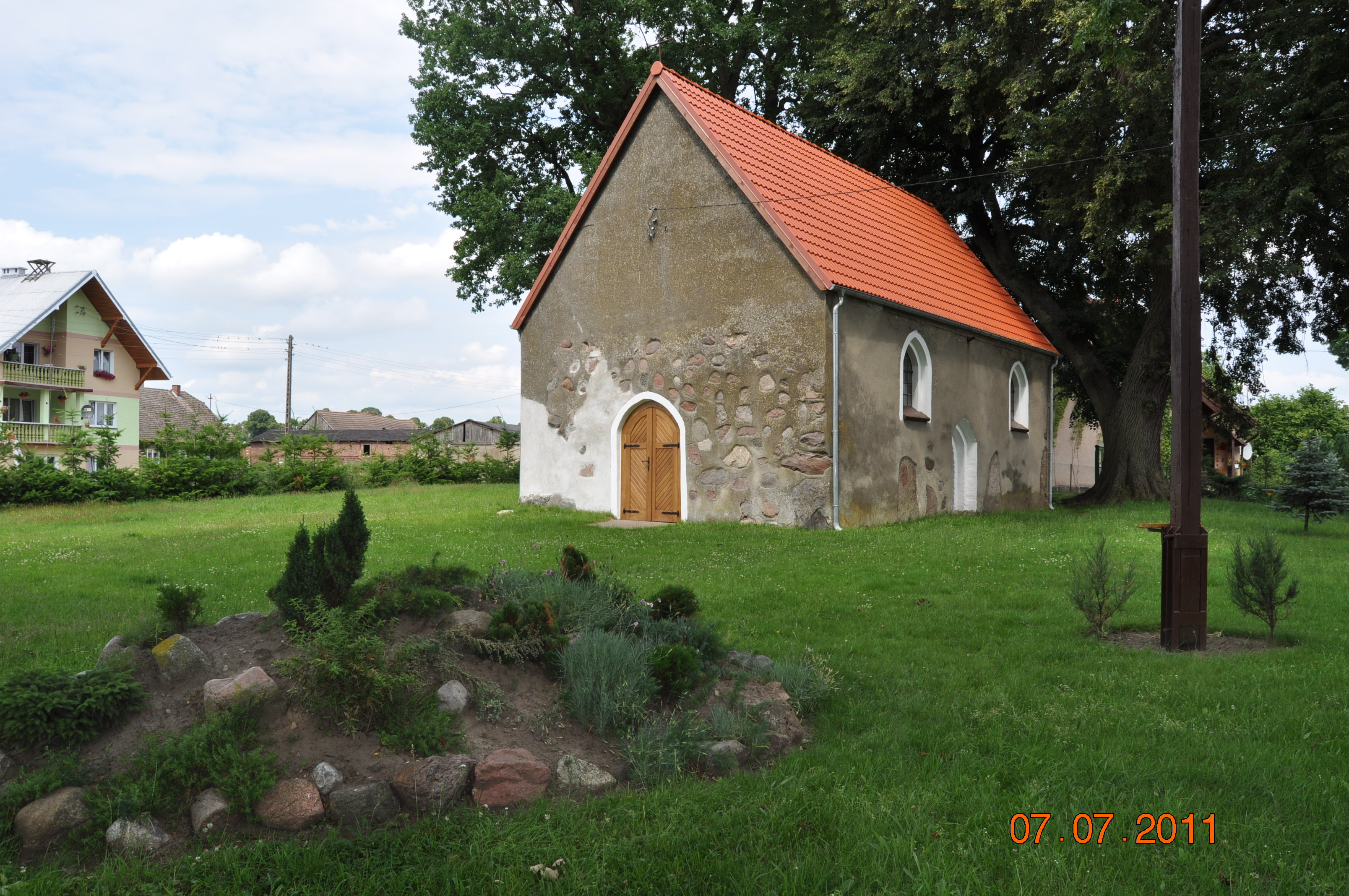
Kirche von Panzerin

### Kirchengemeinde
Panzerin war bis 1945 eine selbständige Kirchengemeinde im Kirchspiel Schlönwitz. Im Jahre 1940 zählte sie 400 Gemeindeglieder. Sie gehörte zum Kirchenkreis Schivelbein in der Kirchenprovinz Pommern der evangelischen Kirche der Altpreußischen Union. Letzter deutscher Geistlicher war Pfarrer Johannes Jentsch.
Heute liegt Pęczerzyno im Kirchspiel Koszalin (Köslin) in der Diözese Pommern-Großpolen der polnischen Evangelisch-Augsburgischen Kirche.

### Dorfkirche
Die Panzeriner Kirche war ein kleiner rechteckiger Findlingsbau von nur 5,30 Meter lichter Höhe. Sie könnte bereits 1280 in ihren Grundmauern entstanden sein, zählt sie doch zu den ältesten Kirchen Hinterpommerns. im 16. Jahrhundert wurde die Kirche erneuert, die Ecken mit Zierquadern geformt und der Ostgiebel in Fachwerk ausgeführt. Den Plan eines Neubaus machte der Erste Weltkrieg zunichte.
Die Kirche hat nur eine einzige Tür an der Südseite, deren geringe Höhe den Besucher nur mit gesenktem Kopf in Demutshaltung in das Gotteshaus einlässt. Wurde kurz vor 2011 verändert, die Kirche erhielt eine Tür nach Westen. Im Innern erhebt sich ein spätgotischer Schreinaltar aus der Zeit um 1500.
Eine Glocke musste im Ersten Weltkrieg abgeliefert werden, die kleinere – aus dem Jahre 1500 – ereilte im Zweiten Weltkrieg das gleiche Schicksal. Allerdings fand sie sich nach 1945 im Hamburger Glockenlager wieder, war beschädigt und ohne Krone. Sie wurde noch an die evangelische Kirchengemeinde in Siesbach in der Pfalz abgegeben, trat aber nicht mehr in Funktion, sondern musste aufgrund der zu starken Beschädigungen eingeschmolzen werden.

## Schule
Die Volksschule wurde vor 1945 von Emil Fengler als letztem deutschen Schulhalter geleitet.